# Cybalomia bimedia
Cybalomia bimedia là một loài bướm đêm trong họ Crambidae.